# Simson (waterschap)
Simson is een voormalig waterschap in de provincie Groningen.
De molenkolonie Simson te Nieuw-Beerta splitste zich in 1842.af van de Spitlandermolenkolonie. Het ging om een deel van de Binnenlanden dat vanwege zijn lage ligging problemen had met de afwatering. Om deze problemen op te lossen werd een derde poldermolen, daarnaast in 1883 een hulpstoomgemaal aan de Buiten-Tjamme geplaatst die zijn water uit een afzonderlijk kanaal ontving. In 1869 kreeg de polder een reglement zodat het vanaf dat moment een officieel (door de provincie ingesteld) waterschap was. In 1906 ging samen met het waterschap de Spitlandermolenpolder op in de Nieuwe Spitlanden.
Waterstaatkundig gezien ligt het gebied sinds 2000 binnen dat van het waterschap Hunze en Aa's.